# Flota del Titicaca

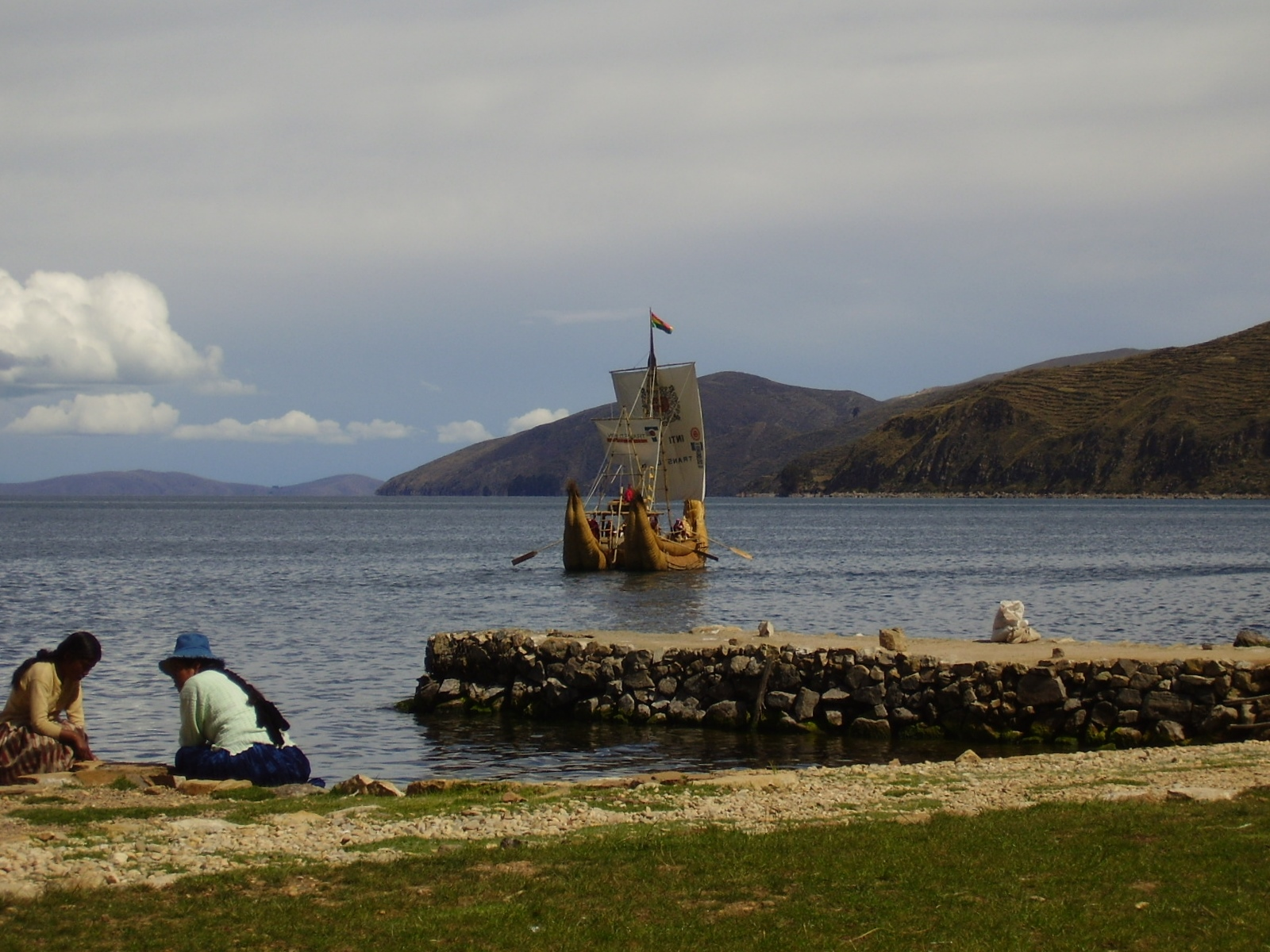
Tradicional balsa de totora, ahora para uso turístico.

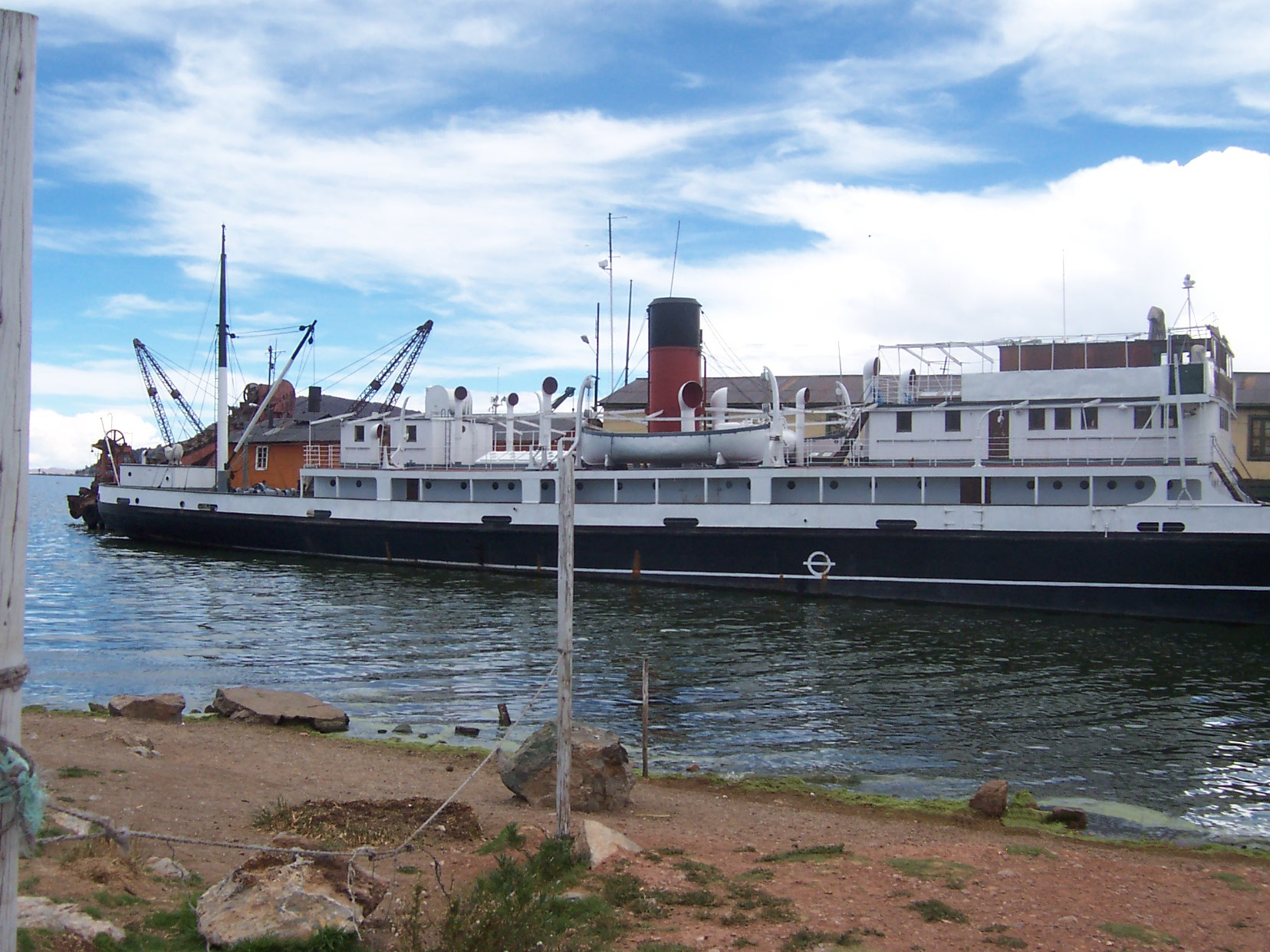
Navío Ollanta fondeado en el puerto de Puno.

La navegación en el lago Titicaca, considerado el "lago navegable más alto del mundo", estando el nivel del lago oscilando alrededor de los 3 810 m s. n. m., se inicia probablemente con los Uros, en sus tradicionales balsas de totora, posteriormente otras culturas que ocuparon el área construyeron embarcaciones de madera provistas de velas, capaces de transportar grandes cargas.

## Los inicios
En los años 1530, en el inicio de la colonización, ya se registra la presencia del pequeño bergantín operado por el Piloto Juan Ladrillero. En 1536 los capitanes españoles Anzures e Illescas llevaron a cabo el reconocimiento del lago utilizando una pequeña embarcación. En 1539 Hernando Pizarro envía una expedición en busca de la "cadena de oro", que según se decía estaba sumergida en algún lugar del lago. La embarcación naufragó, falleciendo en esa ocasión 10 españoles.
El Virrey Borja y Aragón envió, en 1617, 8 bajeles destinados al servicio lacustre. Llegaron al puerto de Mollendo, y de allí fueros trasladados al pueblo de Juli. Estos navíos fueron utilizados, entre otras cosas para transportar el material con que se construyó la iglesia de Copacabana en Bolivia.
En 1830 se arma un bote mixto de hierro y madera bautizado con el nombre de "Independencia", lamentablemente este navío se hundió en su viaje inaugural.

### Aurora del Titicaca
La primera nave con casco de hierro fue la goleta "Aurora", una embarcación con motor a vapor, construida en Estados Unidos aproximadamente en 1855. Posteriormente, en 1860, fue adquirida por Don Gerónimo Costa, vecino de Puno, quien la hizo llegar a Arica, donde la desmontó y la traslado a lomo de burro hasta Puno donde fue reensamblada. Después de reensamblada y provista de los mejores equipamientos de la época se destinó al transporte de pasajeros y carga, rebautizándola como "Aurora del Titicaca". El viaje inaugural se dio el 7 de mayo de 1871, entre Puno y el puerto boliviano de Huarina.
La goleta Aurora del Titicaca navegó hasta 1877, año en que naufragó al encallar contra la isla Amantani.

## La navegación mayor con bandera peruana
En 1861 cambia la historia de la navegación con bandera peruana en el lago, en el gobierno del Mariscal Ramón Castilla envía a Inglaterra al Contralmirante Mariategui con el fin de adquirir dos buques a vapor para la Armada Peruana que serían botados en el lago. Estos vapores llevaran el nombre de Yavarí y Yapura. Estos barcos con el casco de hierro forjado, llegan desmontados al puerto de Arica, después de pasar por el Estrecho de Magallanes en el mes de octubre de 1862. Estas cajas conteniendo los dos navíos son trasladados a Tacna en septiembre del 1863 utilizando el ferrocarril. En octubre del mismo año comienza su traslado hacia Puno, atravesando los Andes, con alturas superiores a los 4.000 m s. n. m. de las 2.766 piezas con un peso total de 210 toneladas métricas, transportados por porteadores y a lomo de mulas. Comienzan a llegar a Puno a partir del 18 de noviembre.

### Yavarí
Construido originalmente en Inglaterra, es armado en los astilleros de Huajje, en Puno. Es botado el 25 de diciembre de 1870. En 1976 es trasferido a la Marina de Guerra del Perú, que lo rebautiza con el nombre de BAP. "Chucuito". En 1987 la Fundación Yavarí adquiere la nave y la restaura, transformándola en el Primer Museo Naval del Perú y devolviéndole su nombre original. Actualmente (2012) es la nave de hierro más antigua del mundo en estado operativo.

Características. Eslora: 47.85 m. Manga: 5.18 m. Puntal: 3.48 m.

### Yapura
Construido originalmente en Inglaterra, es armado en los astilleros de Huajje, en Puno. Es botado el 18 de marzo de 1872. En 1976 es trasferido a la Marina de Guerra del Perú, que lo rebautiza con el nombre de BAP. "PUNO". Actualmente (2012) es la segunda nave de hierro más antigua del mundo en estado operativo. Fue habilitado como buque hospital, prestando durante un tiempo servicio a las poblaciones circunlacustres tanto en el lado peruano como en el lado boliviano.

Características. Eslora: 38.16 m. Manga: 6.10 m. Puntal: 3.96 m.

### Coya
Construido originalmente en Escocia, transportado en piezas hasta Mollendo y es armado en los astilleros de Huajje, en Puno. Fue botado el 5 de marzo de 1893.
Durante un periodo de desavenencias entre Perú y Bolivia, sus documentos son sustraídos en 1910, y solo en 1935, por vencimiento de plazo, los propietarios, la Peruvian Corporation, pudieron confirmar su propiedad. Después de la nacionalización de la Corporación fue trasferido a ENAFER y posteriormente abandonado. Fue comprado como chatarra y restaurado por el empresario Juan Barriga Aranibar que lo habilitó como restaurante turístico. Se halla fondeado muy próximo del lugar donde fue montado al llegar de Escocia. Fue declarado Patrimonio Cultural de la Nación.

Características. Eslora: 51.53 m. Manga: 9.14 m. Puntal: 3.80 m.

### Inca
Construido originalmente en Inglaterra, fue transportado en piezas hasta Mollendo y de allí por tren hasta Puno, donde es armado en los astilleros de Huajje. Fue botado en 1906. Después de años de servicio, ENAFER lo vendió como chatarra, fue cortado en pedazos y posteriormente fundido.

Características. Eslora: 67.05 m. Manga: 6.10 m. Puntal: 4.26 m.

### Ollanta
Construido originalmente en Inglaterra, en 1930, fue llevado en piezas hasta Mollendo y de allí por tren hasta Puno, donde es armado en los astilleros de Huajje. Fue botado en 1932. Fue trasferido a ENAFER y posteriormente entregado en concesión a la empresa privada PERURAIL. Actualmente (2012) está fondeado en el muelle de Puno, sin prestar servicio y con mantenimiento mínimo.

Características. Eslora: 80.77 m. Manga: 10.66 m. Puntal: 3.96 m.

### Manco Cápac
Fue construido por la empresa canadiense Halifax Shipyard Division en 1970 y rearmado en el astillero de Huajje. Fue botado el 30 de agosto de 1971. Actualmente está concesionado a PERURAIL, que lo mantiene anclado sin prestar ningún tipo de servicio (2012). En su cubierta tiene raíles, que le permiten transportar vagones ferroviarios cargados.
Características. Eslora: 87.00 m. Manga: 13.40 m. Puntal: 2.92 m.

### PIAS Lago Titicaca I
La Plataforma Itinerante de Acción Social PIAS “Lago Titicaca I”, entre los servicios que brindan estas plataformas itinerantes se encuentran las atenciones de salud, de registro de identidad, programas sociales, acompañamiento a la gestión educativa,  protección de niños y adolescentes frente a la violencia entre otros.
El PIAS Lago Titicaca I emprenderá durante su primera campaña, una travesía de un mes, desde el 16 de octubre al 15 de noviembre del presente año; mientras que la segunda campaña será desde el 21 de noviembre al 21 de diciembre del 2017. Tiene una eslora (longitud) de 44 metros y una manga moldeada (anchura) de 7 metros; su velocidad máxima es de 11 nudos y tiene una capacidad para una tripulación de 45 personas (27 funcionarios y 18 personal naval).
Características. Eslora: 42.00 m. Manga: 8 m. Puntal: 1.8 m.